# Jiulong-Yak
Der Jiulong-Yak ist eine Rasse des Hausyaks. Da die gezielte Züchtung beim Yak noch nicht sehr weit fortgeschritten ist, weisen Yak-Rassen insgesamt weniger rassetypische Eigenschaften auf, als dies beispielsweise bei europäischen Landrinderrassen in der Mitte des 19. Jahrhunderts der Fall war. Daher sind phänotypische Unterschiede beim Hausyak vor allem durch die geographische Trennung weit auseinanderliegender Standorte zu erklären.
Der Jiulong-Yak wird in den Gebirgslagen der zentralchinesischen Provinz Sichuan gezüchtet. Es handelt sich um besonders großrahmige Tiere mit einer überdurchschnittlichen Konstitution. Die Rasse soll aus Hausyaks hervorgegangen sein, die in der Mitte des 19. Jahrhunderts eine Rinderpestseuche überstanden. Im Vergleich zu anderen Yak-Rassen wie etwa dem Gannan-Yak oder dem Qinghai-Yak finden Selektionsmaßnahmen schon etwas länger statt. Für die Zucht werden nicht nur besonders leistungsstarke Bullen ausgewählt, sondern auch Yakkühe mit hoher Milchleistung. Ein Viertel aller Jiulong-Yaks haben eine rein schwarze Fellfarbe. Die übrigen sind schwarz-weiß gescheckt. Seit 1980 existiert in Jiulong eine Zuchtstation, die das Leistungsniveau dieser geographischen Rasse noch weiter verbessern soll.

## Einzelbelege
1. ↑   Lensch et al., S. 94 bis S. 97
2. ↑   Lensch et al., S. 101